# Most preko Foše u Trogiru
Most preko Foše pješački je most u Trogiru koji povezuje staru gradsku jezgru s obalom preko uskog morskog kanala poznatog kao Foša. Izgrađen je kao zamjena za prethodni drveni most te predstavlja značajan arhitektonski i urbanistički doprinos prostoru.
Most je oblikovan kao čelična ljuskasta struktura inspirirana brodograđevnim naslijeđem Trogira, s asimetričnim hiperboličnim paraboloidom koji ne stvara vizualnu barijeru unutar UNESCO-ove povijesne jezgre. Osim što povezuje dvije strane kanala, most služi i kao društveni prostor, s tribinama i perforiranom konstrukcijom za interakciju i odmor.
Proizveden je u brodogradilištu u Vranjicu i postavljen u jednom danu.  Cijena izgradnje bila je milijun eura.

## Povijest
Prijašnji pješački most služio je kao poveznica između stare gradske jezgre i obale preko uskog kanala Foša. Postavljen je 2006. i trebao je biti privremeno rješenje. Iako funkcionalan, most drvene konstrukcije s vremenom je postao dotrajao, a njegova nosivost i trajnost više nisu odgovarali potrebama suvremenog pješačkog prometa. Uz to, drvena konstrukcija zahtijevala je učestalo održavanje zbog izloženosti vremenskim uvjetima i morskoj vodi. Most je zatvoren u studenome 2020.
Društvo arhitekata Split raspisalo je arhitektonsko-urbanistički natječaj za novi most preko Foše, koji je trajao od 8. veljače do 12. travnja 2022. godine. Na natječaj su pristigla 22 rada, a ocjenjivački je sud većinom glasova 22. srpnja 2022. prvom nagradom nagradio projekt Luke Cvitana i Antonije Cvitan Vuletić iz tvrtke Prostorne taktike.
Natječaj je proveden u suradnji s Gradom Trogirom, uz stručne smjernice i ocjenjivanje koje je uključivalo aspekte funkcionalnosti, dizajna i integracije u povijesni kontekst grada. Cilj natječaja bio je pronaći rješenje koje će osigurati kvalitetnu povezanost obale i gradske jezgre, uz poštovanje urbanističkih i kulturnih značajki UNESCO-ove zaštićene zone.

## Arhitektura
Most je izveden u obliku čelične ljuskaste strukture varijabilnog presjeka, oblikovane kao asimetrični hiperbolični paraboloid. Prema autorima, most se referira na bogatu brodograđevnu tradiciju Trogira i skladno se uklapa u povijesni kontekst UNESCO-ove svjetske baštine.
Konstruktivna ljuska mosta sastoji se od kasetiranog sustava plošnog čelika, tipičnog za brodske konstrukcije. Vidljivi dijelovi mosta premazani su trokomponentnim zaštitnim premazom s metalnim prahom koji s vremenom razvija patinu hrđe, čime se postiže industrijska estetika bez narušavanja strukturnog integriteta.[nedostaje izvor]
Stubište mosta oblikovano je prema liniji najblažeg uspona, s gazištima od reciklirane gume radi veće udobnosti i sigurnosti. Unutar zone stubišta kombinacija gume i sitnog kamena osigurava čvrstu, stabilnu podlogu, dok se izvan stubišta koristi meka gumena podloga koja olakšava kretanje. Na strmijim dijelovima mosta strateški su postavljene neformalne tribine. Perforirana konstrukcija s mrežom stvara prostor za sjedenje, ležanje i igru, čime se naglašava most kao prostor društvenog okupljanja.
- Detalj boje mosta
- Pogled iz zraka
- Detalji mreže i stubišta

## Izložbe i nagrade
Most preko Foše predstavljen je na 59. zagrebačkom salonu arhitekture. Projekt je bio tema predavanja u Oris kući arhitekture, gdje su autori podijelili proces dizajna i realizacije mosta.
U travnju 2025. žiri Hrvatske komore arhitekata nagradio je projekt Medaljom za doprinos kulturi građenja.

## Vanjske poveznice
|  | Zajednički poslužitelj ima još gradiva o temi Most preko Foše u Trogiru |

- Pontonom dotegljen novi pješački most preko Foše u Trogiru na YouTubeu